# WTA New York
Das WTA New York (offiziell: NYJTL Bronx Open 2019) ist ein Tennisturnier der Women’s Tennis Association, das im Bundesstaat New York von New York Junior Tennis & Learning veranstaltet wird.

## Siegerliste

### Einzel
| Jahr                         | Siegerin           | Finalgegnerin    | Ergebnis      | Ort                   |
| ---------------------------- | ------------------ | ---------------- | ------------- | --------------------- |
| 1971                         | Rosie Casals       | Billie Jean King | 6:4, 6:4      | New York City         |
| 1972                         | Virginia Wade      | Rosie Casals     | 6:3, 6:3      | New York City         |
| 1973                         | Chris Evert        | Katja Ebbinghaus | 6:0, 6:4      | New York City         |
| 1975                         | Chris Evert        | Virginia Wade    | 6:0, 6:1      | Harrison (New York)   |
| 1976                         | Beth Norton        | Ruta Gerulaitis  | 1:6, 7:5, 6:3 | Harrison (New York)   |
| 1985                         | Barbara Potter     | Helen Kelesi     | 4:6, 6:3, 6:2 | Monticello (New York) |
| ↓ Kategorie: Tier V ↓        |                    |                  |               |                       |
| 1991                         | Isabelle Demongeot | Lori McNeil      | 6:4, 6:4      | Harrison (New York)   |
| ↓ Kategorie: International ↓ |                    |                  |               |                       |
| 2019                         | Magda Linette      | Camila Giorgi    | 5:7, 7:5, 6:4 | New York City         |

### Doppel
| Jahr                         | Siegerinnen                              | Finalgegnerinnen                     | Ergebnis         |
| ---------------------------- | ---------------------------------------- | ------------------------------------ | ---------------- |
| 1975                         | Chris Evert Martina Navrátilová          | Margaret Court Virginia Wade         | 7:5, 6:7, 6:4    |
| 1985                         | Mercedes Paz Gabriela Sabatini           | Andrea Holíková Kateřina Skronská    | 5:7, 6:4, 6:3    |
| ↓ Kategorie: Tier V ↓        |                                          |                                      |                  |
| 1991                         | Rosalyn Fairbank-Nideffer Lisa Gregory   | Katrina Adams Lori McNeil            | 7:5, 6:4         |
| ↓ Kategorie: International ↓ |                                          |                                      |                  |
| 2019                         | Darija Jurak María José Martínez Sánchez | Margarita Gasparjan Monica Niculescu | 7:5, 2:6, [10:7] |